# Carretera Federal 121
La Carretera Federal Puebla-Santa Ana Chiautempan (más conocida como Vía Corta) es una carretera mexicana libre que conecta la ciudad de Puebla de Zaragoza con la ciudad de Santa Ana Chiautempan en aproximadamente 40 minutos.

## Descripción
La carretera comienza en el entronque con la Autopista Puebla-Orizaba en la Zona de Villa Fontera en el municipio de Puebla, después llega a la zona de la Central de Abastos de Puebla, tras unos minutos llega a la división política con Tlaxcala en San Pablo del Monte para continuar por los municipios del sur y centro de Tlaxcala. En el kilómetro 26 se encuentra con el entronque del Periférico de Tlaxcala (Libramiento Tlaxcala) y continúa, llegando posteriormente a la ciudad de Santa Ana Chiautempan, cruza la ciudad para concluir en el entronque de la Carretera Federal 117D.

## Municipios que cruza
Estado de Puebla
- Puebla

Estado de Tlaxcala
- San Pablo del Monte
- Tenancingo
- Mazatecochco
- Papalotla de Xicohténcatl
- Ayometla
- Quiletla
- Acuamanala
- Xiloxoxtla
- Tlaltelulco
- Chiautempan
- Tlaxcala
- Apetatitlán

## Lugares de interés que cruza
Estado de Puebla
- Central de Abastos
- Secretaría de Comunicaciones y Transportes

Estado de Tlaxcala
- Hospital General de San Pablo del Monte
- Policía Federal Tlaxcala
- Zoológico del Altiplano de Tlaxcala
- Centro Comercial Gran Patio

Empresas
- Schneider Electric
- American Standard
- Coats
- Se Bordnetze
- Porcelanite Lamosa Planta Gress
- Porcelanite Lamosa Planta Porcel
- Parque industrial Santa Isabel Xiloxoxtla